# Анна Крістіна Зульцбаська
Анна Крістіна Зульцбаська, повне ім'я Анна Крістіна Луїза Пфальц-Зульцбаська (нім. Anna Christine Luise von Pfalz-Sulzbach; 5 лютого 1704—12 березня 1723) — пфальцграфиня Зульцбаська, донька пфальцграфа Зульцбаського Теодора Есташа та Марії Елеонори Гессен-Ротенбурзької, дружина принца Карла Емануїла Савойського. Померла при народженні сина.

## Біографія
Анна Крістіна народилася 5 лютого 1704 у Зульцбаху. Її батьками були пфальцграф Теодор Есташ та Марія Елеонора Гессен-Ротенбурзька. Анна Крістіна стала наймолодшою донькою в родині, де вже було шестеро дітей. Після неї народився лише один син, Йоганн Вільгельм, що прожив лише два роки. Анні Крістіні майже виповнилося 16, коли померла мати.

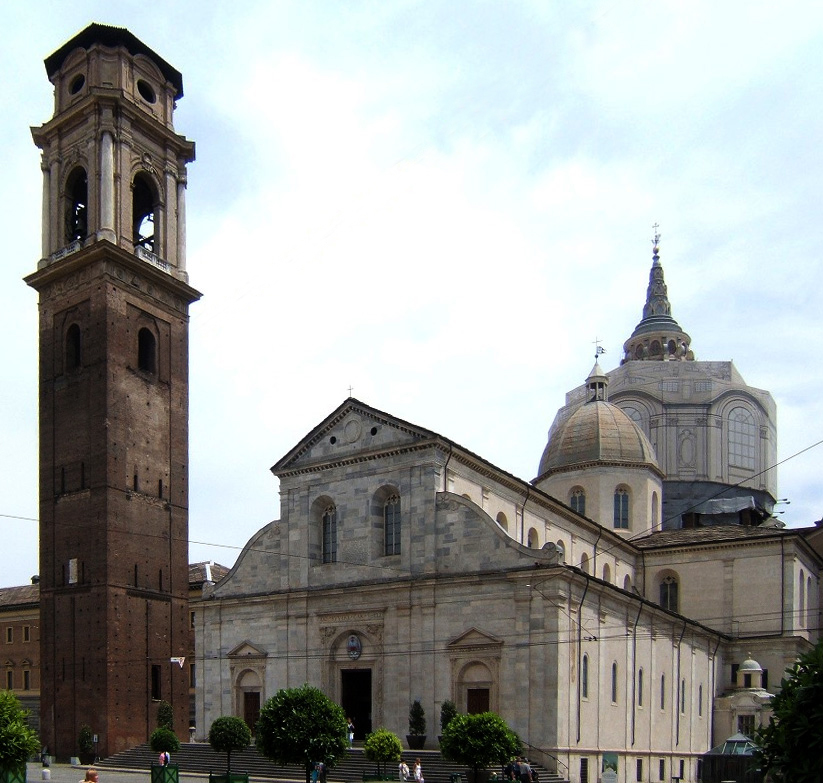
Храм Турину

15 лютого 1722 року одружився її старший брат Йоганн Крістіан. Рівно через місяць у Верчеллі відбулося вінчання Анни Крістіни та її нареченого Карла Емануїла Савойського, принца П'ємонту. За рік народився їхній син, який отримав титул герцога Аостського — Вітторіо Амадео (1723—1725)
Невдовзі після народження сина, Анна Крістіна пішла з життя. Її було поховано у Туринському кафедральному соборі святого Джованні Батіста. Згодом тіло перепоховали у базилиці Суперга.
Син Анни Крістіни прожив лише два з половиною роки. Карл Емануїл через рік після смерті дружини оженився вдруге. Лише один з нащадків згодом подарував йому онуків.